# 環上の射影直線
数学における環上の射影直線（しゃえいちょくせん、英: projective line over a ring）は体上の射影直線を一般化するものである。

## 定式化
単位元 1 を持つ単位的環 A が与えられたとき、A 上の射影直線 P(A) は斉次座標系によって特定される点からなる。A の単元群を U とし、A × A において関係 ∼ を
(a,b) ∼ (c,d) ⇔ ua = c ∧ ub = d (∃u ∈ U)
と定めると、∼ は同値関係である。この同値類を典型的には U(a, b) と書く。このとき、P(A) は
P(A) = {U(a,b)  |  a と b は互いに素}
と定義される。ここに、a, b が「互いに素」とは a, b の生成するイデアルが A 全体になる (aA + bA = A) ことを言う。
射影直線 P(A) は、射影変換群 (homography group) を作用域に持つ。この各射影変換は A 上の行列環とその単元群 GL2(A) によって表される。すなわち、A の単元群 U の中心 Z(U) に属するスカラーに対応するスカラー行列の全体を Z2(U) とすれば、Z2(U) の P(A) への作用は自明であり、Z2(U) は GL2(A) の正規部分群で、P(A) 上の射影変換群は剰余群 PGL2(A) = GL2(A)/Z2(U) に同型である。
埋め込み a ↦ U(a, 1) によって P(A) は A のコピーを含むから、射影直線 P(A) を環 A の拡張と看做すことができる。反転写像 u ↦ 1/u（通常は A の単元群 U に制限される）は P(A) 上の射影変換
{\displaystyle U(a,1){\begin{pmatrix}0&1\\1&0\end{pmatrix}}=U(1,a)\thicksim U(a^{-1},1).}
で表される。さらに言えば、u,v ∈ U
{\displaystyle {\begin{pmatrix}v&0\\0&1\end{pmatrix}}{\begin{pmatrix}0&1\\1&0\end{pmatrix}}{\begin{pmatrix}u&0\\0&1\end{pmatrix}}{\begin{pmatrix}0&1\\1&0\end{pmatrix}}={\begin{pmatrix}v&0\\0&u\end{pmatrix}}}
と書けるから、
{\displaystyle U(a,1){\begin{pmatrix}v&0\\0&u\end{pmatrix}}=U(av,u)\thicksim U(u^{-1}av,1)}
であり、特に A 上の内部自己同型は P(A) まで拡張できる。u は任意だから、u−1 で置き換えれば、写像 a ↦ uav も射影変換に拡張できる。一般に、
{\displaystyle U(z,1){\begin{pmatrix}a&c\\b&d\end{pmatrix}}=U(za+b,zc+d)\thicksim U((zc+d)^{-1}(za+b),1).}
が成り立つので、P(A) 上の射影変換は一次分数変換 (linear-fractional transformation) と呼ばれる。

## 例
有限環は有限射影直線を持つ。二元体 GF(2) 上の射影直線は三点 U(0,1), U(1,0), U(1,1) からなる。その上の射影変換群は、この三点の置換群である:29。
整数の合同類環 Z/3Z (GF(3)) の三元を 1, 0, −1 と書けば、その単元 は 1, −1 であるから、その上の射影直線は四点 U(1,0), U(1,1), U(0,1), U(1,−1) からなる。この射影直線上の射影変換群は12個の元を持ち、やはり行列や置換として記述できる:31。
有理整数環 Z 上の射影直線は m と n が互いに素であるような類 U(m,n) からなる。その上の射影変換群はモヂュラー群である。モヂュラー群の合同部分群 は合同類環 Z/nZ 上の射影変換群をあたえる
可除環上の射影直線は、もとの環にただ一つの無限遠点 ∞ = U(1,0) を付け加えたものになる。例えば、実射影直線、複素射影直線あるいは四元数上の射影直線などがこれに当たる。これら位相環上の例では、射影直線はもとの環の一点コンパクト化を与えている。複素数体上の例における射影変換群はふつうメビウス群と呼ばれる。
二重数上の射影直線は Grünwald (1906) に記述されている。二重数環は nn = 0 を満たす非零冪零元 n を持つ。二重数の成す平面 {x + yn  |  x,y ∈ R} は U(1, xn) (x ∈ R) なる形の無限遠点の成す直線を含む射影直線を持つ。イサーク・ヤグロムは「反転付きガリレイ平面」("inversive Galilean plane") について記述した。この平面に無限遠直線を加えたものは円柱の位相を持つ:149–53。同様に、A が局所環ならば、P(A) は A の極大イデアルの元全体に対応する点を加えることで得られる。
分解型複素数環 M 上の射影直線は、無限遠直線 {U(1,x(1 + j))  |  x ∈ R} および {U(1,x(1 − j))  |  x ∈ R} を与える。立体射影により、分解型複素数平面にこれら無限遠直線を加えたものは一葉双曲面にコンパクト化される: 174–200。M 上の射影直線は、それを射影変換による双曲面の振舞いによって特徴づけるとき、ミンコフスキー平面とも呼ばれる。

## 鎖
複素数平面における実数直線は射影化で円となり、メビウス変換によって他の実直線に写される（という議論は実際には実射影直線の複素射影直線への標準埋め込みに関して言う）。複素数体 C を実数体 R 上の多元環と見れば、この状況を体 F 上の多元環 A に対して一般化して考えることができる。P(F) の P(A) の中への標準埋め込みは
{\displaystyle U_{F}(x,1)\mapsto U_{A}(x,1),\quad U_{F}(1,0)\mapsto U_{A}(1,0)}
で与えられる。これによる P(F) の埋め込み像を P(A) の任意の射影変換で写した像を鎖 (chain) と呼ぶ。鎖に四点が載るための必要十分条件は、それら四点の複比 F に属することである。カール・フォン・シュタウトはこの性質を自身の reeler Zug（実茎）論において顕わにした

### 点平行性
射影直線 P(A) の二点が平行 (parallel) であるとは、それらを結ぶ鎖が存在しないときに言う。点が多数の場合にも同様の言い方を適用する。互いに平行であるという関係は、この射影直線上の射影変換で不変である。どの二つも平行でない三点が与えられたとき、その三点を通る鎖が一意に存在する

## 加群としての解釈
環 A 上の射影直線 P(A) は加群 A ⊗ A 内の射影加群全体の成す空間とも同一視することができる。つまり P(A) の各元は A ⊗ A の直和因子になる。このより抽象的なやり方により、射影幾何学を線型空間の線型部分空間の幾何学とみる視点が与えられ、またバーコフの束論 やラインホルト・ベーアの著書 Linear Algebra and Projective Geometry と関連付けられることもある。有理整数環 Z の場合、P(Z) を定義する因子加群は m, n が互いに素であるような U(m, n) に絞って考えればよいし、A が位相環のとき P(A) の主要な特徴である埋め込みも落ちている。Benz, Samaga & Scheaffer (1981) はこの直和因子による定義に触れている。
論文 "Projective representations: projective lines over rings"（「射影表現: 環上の射影直線」）では、環上の射影直線の定義に、行列環 M2(R) の単元群および、加群、両側加群の概念が用いられている。この単元群は（ふつうは R が体の場合に考える一般線型群の記法を流用して）GL(2, R) と書かれる。この場合の射影直線は、R × R の自由巡回部分加群 R(1,0) の GL(2,R) による軌道全体の成す集合になる。ベンツの可換理論を拡張して、環の元の右または左逆元の存在は P(R) と GL(2,R) に関係する。デデキント有限性が特徴付けられる。最も著しいことは、P(R) の可除環 K 上の射影空間における表現は、(K,R)-両側加群 U（つまり、U は左 K-線型空間かつ右 R-加群）となることである。P(R) の各点は、その補加群が  P(K, U × U) に同型となるような部分空間である。

## 複比定理
ここでは複比の存在性、一意性、整合三つ組および不変性について考察する。p, q, r ∈ A に対し
t = (r − p)−1, v = (t + (q − r)−1)−1
と置き、これら逆元 t, v が存在するとき、「p, q, r は十分に分離される」と言う。いま
{\displaystyle {\begin{pmatrix}1&0\\-r&1\end{pmatrix}}{\begin{pmatrix}0&1\\1&0\end{pmatrix}}{\begin{pmatrix}1&0\\t&1\end{pmatrix}}{\begin{pmatrix}v&0\\0&1\end{pmatrix}}}
に着目すると、最初の二つの因子は r を一つ決めるごとにそれを U(1, 0) = ∞ へ写す（これは残りの因子では動かない）。また第三因子は t の取り方から、p の最初の二つの因子による像を U(0, 1)（つまり自然な埋め込みのもとでの原点 0）へ写す（これは第四因子で動かない）。そして第四因子は q の最初の三つの因子による像の v による回転の形で U(q, 1) を U(1, 1) へ写す。以上から、三つ組 (p,q,r) はこの変換で三つ組 (0,1,∞) にすることができる。三つ組を (0,1,∞) へ写す生成元の不動点を軸に考えれば、このような射影変換は明らかに一意的である。
s および t が二つの十分に分離された三つ組とすれば、対応する射影変換 g および
h がそれぞれ s および t を (0,1,∞) へ写す写像として定まるから、射影変換 h−1 ∘ g は s を t に写す。
p,q,r によって決まる上記の射影変換 f による x の像を f(x) := (x,p,q,r) で表すとき、この函数 f(x) を p, q, r ∈ A によって定まる複比 (cross-ratio) と言う。この函数の一意性により、三つ組 (p, q, r) を一つの射影変換 g ∈ G(A) によって別の三つ組 (g(p), g(q), g(r)) に取り換えるとき、新しい三つ組に関する複比函数 h は f ∘ g に一致しなければならない。つまり h ∘ g−1 = f, 故に複比に関して
(g(x), g(p), g(q), g(r) ) = (x, p, q, r)
なる不変性が成立することがわかる。

## 歴史
メビウスは、著書『重心算法』(Baricentric Calculus, 1827) および1855年の論文「純幾何学的表現における相互関係の理論」("Theorie der Kreisverwandtschaft in rein geometrischer Darstellung") においてメビウス変換を研究した。また、フォイエルバッハとプリュッカーは斉次座標の創始者として名を知られている。1898年にシトゥーディおよび1908年にエリ・カルタンが、それぞれドイツ語およびフランス語版の『数学百科事典』に記した超複素数系 (hypercomplex numbers) の項目では、その算術を用いたメビウス変換とよく似た一次分数変換が定義されている。1902年にファーレンは、クリフォード環のある線型汎函数変換について調べた短いがよく参照される論文(Valen 1902)を寄稿する。二重数の環 D に対する射影直線 P(D) は Grünwald (1906) が提示の機会を得ており、この環については Segre (1912) が引き続いて展開した。
コンウェイは、双四元数変換を通じて相対性を採用した初期の学者の一人で、相対性を研究した(Conway 1911, p. 9)で四元数逆数変換を考えた。1947年には、反転四元数幾何のいくつかの要素をゴルムレイが論文(Gormley 1947)で記述している。1968年にはイザーク・ヤグロムのロシア語で書かれた本が『幾何学における複素数』(Complex Numbers in Geometry) として英訳されて、P(D) がユークリッド平面における直線幾何を、分解型複素数上の射影直線 P(M) がロバチェフスキー平面を、それぞれ記述するのに用いられている。またヤグロムの教科書『ある単純な非ユークリッド幾何』(A Simple Non-Euclidean Geometry) も1979年に英訳されている。その174ページから200ページにかけて、ミンコフスキー幾何が展開され、P(M) が「反転ミンコフスキー平面」("inversive Minkowski plane") として記述されている。ヤグロムの教科書のロシア語原版が出版されたのは1969年であり、英訳版が出るまでの間に出版された Bentz (1973) では分解型複素数の環 M に値を取る斉次座標の概念が含まれている。

## 注記
1. 1 2  Rankin 1977.
2. 1 2  Blunck & Havlicek 2000. この文献では Z 上の  U(m,n)（m と n は互いに素）の形の元からなる射影直線に限って環上の射影直線を定義している。
3. ↑  Saniga et al. 2007.
4. ↑  Segre 1912
5. 1 2  Yaglom 1979.
6. ↑  Benz 1973, §2.1 Projective Gerade über einem Ring, §2.1.2 Die projective Gruppe, §2.1.3 Transitivitätseigenschaften, §2.1.4 Doppelverhaltnisse.
7. ↑  Karl von Staudt (1856) Beträge zur Geometrie der Lage
8. ↑  Benz, Samaga & Scheaffer 1981.
9. ↑  Birkhoff and Maclane (1953) Survey of modern algebra, pp 293–8, or 1997 AKP Classics edition, pp 312–7

## 関連文献
- Ancochea, G. (1941), “Le théorèm de von Staudt en géométrie projective quaternionienne”, Journal für Mathematik, Band 184, Heft 4, SS. 193–8.
- Limaye, N. B. (1972), “Cross-ratios and Projectivities of a line”, Mathematische Zeitschrift 129:  49–53, MR0314823.
- Limaye, B.V.; Limaye, N.B. (1977), “The Fundamental Theorem for the Projective Line over Commutative Rings”, Aequationes Mathematica 16:  275–81. MR0513873.
- Limaye, B.V.; Limaye, N.B. (1977), “The Fundamental Theorem for the Projective Line over Non-Commutative Local Rings”, Archiv der Mathematik 28 (1):  102–9, MR0480495.
- Wild, Marcel (2006), “The Fundamental Theorem of Projective Geometry for an Arbitrary Length Two Module”, Rocky Mountain Journal of Mathematics 36 (6):  2075–80.